# Morsea islandica
Morsea islandica är en insektsart som beskrevs av Rentz, D.C.F. och Weissman 1981. Morsea islandica ingår i släktet Morsea och familjen Eumastacidae. Inga underarter finns listade i Catalogue of Life.